# Chryzostom (Muniz Freire)
Chryzostom, imię świeckie Luiz Felipe Muniz Freire – brazylijski biskup prawosławny, służący w jurysdykcji Polskiego Autokefalicznego Kościoła Prawosławnego.

## Życiorys
W 1986 został hipodiakonem, zaś w lutym 1987 został wyświęcony na kapłana przez metropolitę Gabriela, hierarchę niekanonicznego Portugalskiego Kościoła Prawosławnego. Był białym duchownym, twórcą parafii św. Katarzyny w Conde w Brazylii, został nagrodzony mitrą, następnie przebywał w monasterze w Mafrze. Przed 1991 był już archimandrytą. W 1991, gdy metropolia Hiszpanii, Portugalii i Brazylii przyjęła kanoniczną jurysdykcję PAKP, został w niej biskupem wikariuszem z godnością biskupa brazylijskiego. Jego chirotonia biskupia miała miejsce 15 grudnia 1991 w soborze św. Marii Magdaleny w Warszawie. Rok później został pierwszym ordynariuszem nowo wyodrębnionej diecezji w Brazylii (diecezja Rio de Janeiro i Olinda-Recife). W 1997 otrzymał godność arcybiskupa.
Po opuszczeniu w 2001 PAKP przez metropolitę portugalskiego Jana, zwierzchnika Portugalskiego Kościoła Prawosławnego (Cerkwi autonomicznej w ramach PAKP), arcybiskup Chryzostom pozostał w jurysdykcji PAKP.
W 2011 został przewodniczącym komisji ds. tłumaczeń liturgicznych Zgromadzenia Episkopalnego Ameryki Południowej, zrzeszającej prawosławnych hierarchów w Ameryce Południowej.